# Kenkaani
Kenkaani (en georgiano: ქენქაანი) o Kenkata (en osetio: Кенкатæ) es un pueblo que pertenece a la parcialmente reconocida República de Osetia del Sur, parte del distrito de Leningor, aunque de iure pertenece al municipio de Ajalgori de la región de Mtsjeta-Mtianeti de Georgia.

## Geografía
Kenkaani se encuentra en la orilla derecha del río Ksani, a 27 km de Ajalgori.      

## Historia
El pueblo se menciona en el "Censo de la Garganta de Ksani de 1781", que se realizó por orden del rey Heraclio II de Georgia.
Durante la duración del conflicto georgiano-osetio hasta la victoria rusa en la guerra ruso-georgiana de 2008, con la que las de facto autoridades de Osetia del Sur establecieron el control sobre el valle de Ksani, Kenkaani formaba parte del territorio controlado por el gobierno de Georgia. Después de agosto de 2008, la aldea quedó bajo el control de las autoridades de la República de Osetia del Sur. Muchos habitantes se exiliaron a pueblos como Lamiskana. 

## Demografía
La evolución demográfica de Kenkaani entre 1959 y 2015 fue la siguiente:
| 69                                                       | 101 | 27 |
| (Fuente: Population of South Ossetia since Soviet times) |     |    |

Según el censo soviético de 1959, la mayoría de la población local eran georgianos.